# Talunombo
Talunombo is een bestuurslaag in het regentschap Wonosobo van de provincie Midden-Java, Indonesië. Talunombo telt 1845 inwoners (volkstelling 2010).